# Еврорегион
У европској политици, термин еврорегион, обично се односи на транснационалну структурну сарадњу између две (или више) граничних територија који чине различите европске државе. Еврограни представљају неку врсту врсту прекограничног прелаза.

## Интреси и задужења
Еврорегије обично не одговарају било којем законодавним или владиним институцијама, али немају ни директну политичку моћ. Њихова рад је ограничен на надлежности локалних и регионалних власти које их сачињавају. Обично су распоређени да промовишу заједничке интресе преко границе (региона) и да се залажу за опште добро грађана тог региона.

## Критеријум
Асоцијација европских граничних региона за иднетификацију еврорегина постављају следеће услове
1. Асоцијација локалних и регионалних власти са обе стране државне границе, понекад са Парламентарној скупштини;
2. Прекогранична асоцијација са сталним секретаријатом и техничко-административни тим са сопственим ресурсима;
3. Приватног права природе, на основу не-профитна удружења или фондације са обе стране границе, у складу са одговарајућим законом на снази;
4. Од јавног права, на основу међудржавних споразума, која се бави између осталог, уз учешће територијалних власти.

Тешко је повезати један правни оквир за термин еврорегиона, јер они раде преко граница земље и разликују у својим посебним облицима.

## Име
Појам регион потиче од речи латинске речи regere, што значи „повући линију,(повући граничник). У античком Римском царству, реч регион служила је најчешће за именовање неке територије али не и успостављати власт над том територијом. Та регија није одговарала никаквим владиним институцијама.
Имена еврорегиона најчешће у имену садрже речи .